# Bernhard Vošicky (Journalist)
Bernhard Vošicky (* 12. März 1983 in Ottakring, Wien) ist ein österreichischer Journalist, Musiker, Schauspieler und Radiomoderator bei ORF Radio Wien.

## Leben

### Familie und Ausbildung
Bernhard Vošicky wurde am 12. März 1983 in Ottakring als Sohn des Arztes Karl Vošicky und der Krankenschwester Monika Vošicky geboren und ist in Leopoldsdorf bei Wien aufgewachsen. Er hat zwei Geschwister und ist Vater von zwei Töchtern. Vošicky lebt in seiner Geburtsstadt Wien. Sein Onkel ist der gleichnamige Priestermönch Bernhard Vošicky.
Vošicky hat in Wien eine Schule im musikalischen Zweig mit der Matura abgeschlossen und nach dem Grundwehrdienst in der österreichischen Bundeshauptstadt das Studium der Musikwissenschaften begonnen und 2008 mit dem Mag. phil. abgeschlossen.

### Beruflicher Werdegang
Bernhard Vošicky hat seine Radiolaufbahn 2003 beim Wiener Privatsender Radio Arabella als Praktikant begonnen und dort bis 2014 unter anderem mit „Klartext für Wien“ oder „4 für Wien“ die Morning- und Nachmittagsshow moderiert. Seit Mai 2014 ist er bei ORF Radio Wien tätig und moderiert dort die Sendungen „Guten Morgen Wien“ und das „Radio Wien Magazin“ sowie unterschiedliche andere Sendungen (z. B. das „Radio Wien Sportmagazin“) am Wochenende.
Parallel zur Moderation im Radio moderiert Bernhard Vošicky regelmäßig Veranstaltungen und Konzerte, so auch das Donauinselfest 2018.

### Musikalisches Schaffen
Vošicky ist Schlagzeuger und Sänger bei der Wiener Dialektband Herta11 sowie der Volksmusikgruppe Kellerberg Buam. Mit Herta11 hat er 2016 den österreichweiten „Rock the Island Contest“ in der Kategorie Pop/Rock gewonnen.

### „Projekt Silva“
Im November 2016 hat er gemeinsam mit dem Videoblogger Richard Haderer und Regisseurin Katalin Hanappi eine Filmdokumentation über den Schatz des Forrest Fenn in den USA gedreht. Der Film wurde 2016 in Wien uraufgeführt. Die Filmproduktion wurde per Crowdfunding finanziert.

### Podcast „Papa Mia!?“
Im Herbst 2021 hat Vošicky gemeinsam mit dem Radiomoderator Peter Polevkovits den Podcast „Papa Mia!?“ gestartet. Darin sprechen die beiden Hosts über den Alltag und die Herausforderungen in der-, und rund um das Thema Familie aus der Sicht eines Vaters.